# ISO 3166-2
La norme ISO 3166-2, édictée par l'Organisation internationale de normalisation, permet de désigner les principales subdivisions administratives d'un pays par un code en quelques chiffres et/ou lettres complétant le code ISO 3166-1 du pays.

## Classement par code de pays
Le tableau ci-dessous reprend une des trois parties de la norme ISO 3166-1.
Il permet de connaître les pays pour lesquels les informations ISO 3166-2 de codification et nomenclature des subdivisions administratives sont présentes, à partir de la couleur de la cellule dans laquelle se trouve le codet attribué au pays.
Il permet également, en cliquant sur un codet, d’aller à l’article de l’encyclopédie qui détaille les informations des données ISO 3166-2 du pays correspondant.
Pour une recherche des informations par nom du pays (en français, tel que défini dans la norme ISO, ou dans la langue locale), ou par codet (alpha-2, alpha-3, etc.), consultez le tableau triable de la section « Table de codage », dans l’article ISO 3166-1 de cette encyclopédie.
| Table des codes ISO 3166-1 alpha-2 attribués et utilisés dans la norme ISO 3166-2 — mise à jour au 16 avril 2017 — | Table des codes ISO 3166-1 alpha-2 attribués et utilisés dans la norme ISO 3166-2 — mise à jour au 16 avril 2017 — | Table des codes ISO 3166-1 alpha-2 attribués et utilisés dans la norme ISO 3166-2 — mise à jour au 16 avril 2017 — | Table des codes ISO 3166-1 alpha-2 attribués et utilisés dans la norme ISO 3166-2 — mise à jour au 16 avril 2017 — | Table des codes ISO 3166-1 alpha-2 attribués et utilisés dans la norme ISO 3166-2 — mise à jour au 16 avril 2017 — | Table des codes ISO 3166-1 alpha-2 attribués et utilisés dans la norme ISO 3166-2 — mise à jour au 16 avril 2017 — | Table des codes ISO 3166-1 alpha-2 attribués et utilisés dans la norme ISO 3166-2 — mise à jour au 16 avril 2017 — | Table des codes ISO 3166-1 alpha-2 attribués et utilisés dans la norme ISO 3166-2 — mise à jour au 16 avril 2017 — | Table des codes ISO 3166-1 alpha-2 attribués et utilisés dans la norme ISO 3166-2 — mise à jour au 16 avril 2017 — | Table des codes ISO 3166-1 alpha-2 attribués et utilisés dans la norme ISO 3166-2 — mise à jour au 16 avril 2017 — | Table des codes ISO 3166-1 alpha-2 attribués et utilisés dans la norme ISO 3166-2 — mise à jour au 16 avril 2017 — | Table des codes ISO 3166-1 alpha-2 attribués et utilisés dans la norme ISO 3166-2 — mise à jour au 16 avril 2017 —                                                                                    | Table des codes ISO 3166-1 alpha-2 attribués et utilisés dans la norme ISO 3166-2 — mise à jour au 16 avril 2017 —                                                                                    | Table des codes ISO 3166-1 alpha-2 attribués et utilisés dans la norme ISO 3166-2 — mise à jour au 16 avril 2017 —                                                                                    | Table des codes ISO 3166-1 alpha-2 attribués et utilisés dans la norme ISO 3166-2 — mise à jour au 16 avril 2017 —                                                                                    | Table des codes ISO 3166-1 alpha-2 attribués et utilisés dans la norme ISO 3166-2 — mise à jour au 16 avril 2017 —                                                                                    | Table des codes ISO 3166-1 alpha-2 attribués et utilisés dans la norme ISO 3166-2 — mise à jour au 16 avril 2017 —                                                                                    | Table des codes ISO 3166-1 alpha-2 attribués et utilisés dans la norme ISO 3166-2 — mise à jour au 16 avril 2017 —                                                                                    | Table des codes ISO 3166-1 alpha-2 attribués et utilisés dans la norme ISO 3166-2 — mise à jour au 16 avril 2017 —                                                                                    | Table des codes ISO 3166-1 alpha-2 attribués et utilisés dans la norme ISO 3166-2 — mise à jour au 16 avril 2017 —                                                                                    | Table des codes ISO 3166-1 alpha-2 attribués et utilisés dans la norme ISO 3166-2 — mise à jour au 16 avril 2017 —                                                                                    | Table des codes ISO 3166-1 alpha-2 attribués et utilisés dans la norme ISO 3166-2 — mise à jour au 16 avril 2017 —                                                                                    | Table des codes ISO 3166-1 alpha-2 attribués et utilisés dans la norme ISO 3166-2 — mise à jour au 16 avril 2017 —                                                                                    | Table des codes ISO 3166-1 alpha-2 attribués et utilisés dans la norme ISO 3166-2 — mise à jour au 16 avril 2017 —                                                                                    | Table des codes ISO 3166-1 alpha-2 attribués et utilisés dans la norme ISO 3166-2 — mise à jour au 16 avril 2017 —                                                                                    | Table des codes ISO 3166-1 alpha-2 attribués et utilisés dans la norme ISO 3166-2 — mise à jour au 16 avril 2017 —                                                                                    |
| --- | --- | --- | --- | --- | --- | --- | --- | --- | --- | --- | --- | --- | --- | --- | --- | --- | --- | --- | --- | --- | --- | --- | --- | --- | --- |
| AA | AB | AC | AD | AE | AF | AG | AH | AI | AJ | AK | AL | AM | AN | AO | AP | AQ | AR | AS | AT | AU | AV | AW | AX | AY | AZ |
| BA | BB | BC | BD | BE | BF | BG | BH | BI | BJ | BK | BL | BM | BN | BO | BP | BQ | BR | BS | BT | BU | BV | BW | BX | BY | BZ |
| CA | CB | CC | CD | CE | CF | CG | CH | CI | CJ | CK | CL | CM | CN | CO | CP | CQ | CR | CS | CT | CU | CV | CW | CX | CY | CZ |
| DA | DB | DC | DD | DE | DF | DG | DH | DI | DJ | DK | DL | DM | DN | DO | DP | DQ | DR | DS | DT | DU | DV | DW | DX | DY | DZ |
| EA | EB | EC | ED | EE | EF | EG | EH | EI | EJ | EK | EL | EM | EN | EO | EP | EQ | ER | ES | ET | EU | EV | EW | EX | EY | EZ |
| FA | FB | FC | FD | FE | FF | FG | FH | FI | FJ | FK | FL | FM | FN | FO | FP | FQ | FR | FS | FT | FU | FV | FW | FX | FY | FZ |
| GA | GB | GC | GD | GE | GF | GG | GH | GI | GJ | GK | GL | GM | GN | GO | GP | GQ | GR | GS | GT | GU | GV | GW | GX | GY | GZ |
| HA | HB | HC | HD | HE | HF | HG | HH | HI | HJ | HK | HL | HM | HN | HO | HP | HQ | HR | HS | HT | HU | HV | HW | HX | HY | HZ |
| IA | IB | IC | ID | IE | IF | IG | IH | II | IJ | IK | IL | IM | IN | IO | IP | IQ | IR | IS | IT | IU | IV | IW | IX | IY | IZ |
| JA | JB 1 | JC | JD | JE | JF | JG | JH | JI | JJ | JK | JL | JM | JN | JO | JP | JQ | JR | JS | JT | JU | JV | JW | JX | JY | JZ |
| KA | KB | KC | KD | KE | KF | KG | KH | KI | KJ | KK | KL | KM | KN | KO | KP | KQ | KR | KS | KT | KU | KV | KW | KX | KY | KZ |
| LA | LB | LC | LD | LE | LF | LG | LH | LI | LJ | LK | LL | LM | LN | LO | LP | LQ | LR | LS | LT | LU | LV | LW | LX | LY | LZ |
| MA | MB | MC | MD | ME | MF | MG | MH | MI | MJ | MK | ML | MM | MN | MO | MP | MQ | MR | MS | MT | MU | MV | MW | MX | MY | MZ |
| NA | NB | NC | ND | NE | NF | NG | NH | NI | NJ | NK | NL | NM | NN | NO | NP | NQ | NR | NS | NT | NU | NV | NW | NX | NY | NZ |
| OA | OB | OC | OD | OE | OF | OG | OH | OI | OJ | OK | OL | OM | ON | OO | OP | OQ | OR | OS | OT | OU | OV | OW | OX | OY | OZ |
| PA | PB | PC . | PD | PE | PF | PG | PH | PI | PJ | PK | PL | PM | PN | PO | PP | PQ | PR | PS | PT | PU . | PV | PW | PX | PY | PZ |
| QA | QB | QC | QD | QE | QF | QG | QH | QI | QJ | QK | QL | QM | QN | QO | QP | QQ | QR | QS | QT | QU | QV | QW | QX | QY | QZ |
| RA | RB | RC | RD | RE | RF | RG | RH | RI | RJ | RK | RL | RM | RN | RO | RP | RQ | RR | RS | RT | RU | RV | RW | RX | RY | RZ |
| SA | SB | SC | SD | SE | SF | SG | SH | SI | SJ | SK | SL | SM | SN | SO | SP | SQ | SR | SS | ST | SU | SV | SW | SX | SY | SZ |
| TA | TB | TC | TD | TE | TF | TG | TH | TI | TJ | TK | TL | TM | TN | TO | TP | TQ | TR | TS | TT | TU | TV | TW | TX | TY | TZ |
| UA | UB | UC | UD | UE | UF | UG | UH | UI | UJ | UK | UL | UM | UN | UO | UP | UQ | UR | US | UT | UU | UV | UW | UX | UY | UZ |
| VA | VB | VC | VD | VE | VF | VG | VH | VI | VJ | VK | VL | VM | VN | VO | VP | VQ | VR | VS | VT | VU | VV | VW | VX | VY | VZ |
| WA | WB | WC | WD | WE | WF | WG | WH | WI | WJ | WK | WL | WM | WN | WO | WP | WQ | WR | WS | WT | WU | WV | WW | WX | WY | WZ |
| XA | XB | XC | XD | XE | XF | XG | XH | XI | XJ | XK | XL | XM | XN | XO | XP | XQ | XR | XS | XT | XU | XV | XW | XX | XY | XZ |
| YA | YB | YC | YD | YE | YF | YG | YH | YI | YJ | YK | YL | YM | YN | YO | YP | YQ | YR | YS | YT | YU | YV | YW | YX | YY | YZ |
| ZA | ZB | ZC | ZD | ZE | ZF | ZG | ZH | ZI | ZJ | ZK | ZL | ZM | ZN | ZO | ZP | ZQ | ZR | ZS | ZT | ZU | ZV | ZW | ZX | ZY | ZZ |
| Légende des couleurs (676 cellules) | | | | | | | | | | | | | | | | | | | | | | | | | |
| Nb. | Titre et statut | Titre et statut | Titre et statut | Titre et statut | Titre et statut | Titre et statut | Titre et statut | Titre et statut | Titre et statut | Titre et statut | Signification | Signification | Signification | Signification | Signification | Signification | Signification | Signification | Signification | Signification | Signification | Signification | Signification | Signification | Signification |
| 250 | Codet officiellement attribué (statut « attribué »).                                                               | Codet officiellement attribué (statut « attribué »).                                                               | Codet officiellement attribué (statut « attribué »).                                                               | Codet officiellement attribué (statut « attribué »).                                                               | Codet officiellement attribué (statut « attribué »).                                                               | Codet officiellement attribué (statut « attribué »).                                                               | Codet officiellement attribué (statut « attribué »).                                                               | Codet officiellement attribué (statut « attribué »).                                                               | Codet officiellement attribué (statut « attribué »).                                                               | Codet officiellement attribué (statut « attribué »).                                                               | Code officiel ISO 3166-1 alpha-2 d’un pays ou territoire ; utilisable sans restriction depuis sa date d’assignation (par exemple dans l'ISO 3166-2).                                                  | Code officiel ISO 3166-1 alpha-2 d’un pays ou territoire ; utilisable sans restriction depuis sa date d’assignation (par exemple dans l'ISO 3166-2).                                                  | Code officiel ISO 3166-1 alpha-2 d’un pays ou territoire ; utilisable sans restriction depuis sa date d’assignation (par exemple dans l'ISO 3166-2).                                                  | Code officiel ISO 3166-1 alpha-2 d’un pays ou territoire ; utilisable sans restriction depuis sa date d’assignation (par exemple dans l'ISO 3166-2).                                                  | Code officiel ISO 3166-1 alpha-2 d’un pays ou territoire ; utilisable sans restriction depuis sa date d’assignation (par exemple dans l'ISO 3166-2).                                                  | Code officiel ISO 3166-1 alpha-2 d’un pays ou territoire ; utilisable sans restriction depuis sa date d’assignation (par exemple dans l'ISO 3166-2).                                                  | Code officiel ISO 3166-1 alpha-2 d’un pays ou territoire ; utilisable sans restriction depuis sa date d’assignation (par exemple dans l'ISO 3166-2).                                                  | Code officiel ISO 3166-1 alpha-2 d’un pays ou territoire ; utilisable sans restriction depuis sa date d’assignation (par exemple dans l'ISO 3166-2).                                                  | Code officiel ISO 3166-1 alpha-2 d’un pays ou territoire ; utilisable sans restriction depuis sa date d’assignation (par exemple dans l'ISO 3166-2).                                                  | Code officiel ISO 3166-1 alpha-2 d’un pays ou territoire ; utilisable sans restriction depuis sa date d’assignation (par exemple dans l'ISO 3166-2).                                                  | Code officiel ISO 3166-1 alpha-2 d’un pays ou territoire ; utilisable sans restriction depuis sa date d’assignation (par exemple dans l'ISO 3166-2).                                                  | Code officiel ISO 3166-1 alpha-2 d’un pays ou territoire ; utilisable sans restriction depuis sa date d’assignation (par exemple dans l'ISO 3166-2).                                                  | Code officiel ISO 3166-1 alpha-2 d’un pays ou territoire ; utilisable sans restriction depuis sa date d’assignation (par exemple dans l'ISO 3166-2).                                                  | Code officiel ISO 3166-1 alpha-2 d’un pays ou territoire ; utilisable sans restriction depuis sa date d’assignation (par exemple dans l'ISO 3166-2).                                                  | Code officiel ISO 3166-1 alpha-2 d’un pays ou territoire ; utilisable sans restriction depuis sa date d’assignation (par exemple dans l'ISO 3166-2).                                                  |
| 42 | Codet attribué au gré de l’utilisateur (statut « attribué »).                                                      | Codet attribué au gré de l’utilisateur (statut « attribué »).                                                      | Codet attribué au gré de l’utilisateur (statut « attribué »).                                                      | Codet attribué au gré de l’utilisateur (statut « attribué »).                                                      | Codet attribué au gré de l’utilisateur (statut « attribué »).                                                      | Codet attribué au gré de l’utilisateur (statut « attribué »).                                                      | Codet attribué au gré de l’utilisateur (statut « attribué »).                                                      | Codet attribué au gré de l’utilisateur (statut « attribué »).                                                      | Codet attribué au gré de l’utilisateur (statut « attribué »).                                                      | Codet attribué au gré de l’utilisateur (statut « attribué »).                                                      | Code officiel ISO 3166-1 alpha-2, utilisable de façon privée sans restrictions. | Code officiel ISO 3166-1 alpha-2, utilisable de façon privée sans restrictions. | Code officiel ISO 3166-1 alpha-2, utilisable de façon privée sans restrictions. | Code officiel ISO 3166-1 alpha-2, utilisable de façon privée sans restrictions. | Code officiel ISO 3166-1 alpha-2, utilisable de façon privée sans restrictions. | Code officiel ISO 3166-1 alpha-2, utilisable de façon privée sans restrictions. | Code officiel ISO 3166-1 alpha-2, utilisable de façon privée sans restrictions. | Code officiel ISO 3166-1 alpha-2, utilisable de façon privée sans restrictions. | Code officiel ISO 3166-1 alpha-2, utilisable de façon privée sans restrictions. | Code officiel ISO 3166-1 alpha-2, utilisable de façon privée sans restrictions. | Code officiel ISO 3166-1 alpha-2, utilisable de façon privée sans restrictions. | Code officiel ISO 3166-1 alpha-2, utilisable de façon privée sans restrictions. | Code officiel ISO 3166-1 alpha-2, utilisable de façon privée sans restrictions. | Code officiel ISO 3166-1 alpha-2, utilisable de façon privée sans restrictions. | Code officiel ISO 3166-1 alpha-2, utilisable de façon privée sans restrictions. |
| 12 | Codet attribué exceptionnellement avec restrictions (statut « restreint »)                                         | Codet attribué exceptionnellement avec restrictions (statut « restreint »)                                         | Codet attribué exceptionnellement avec restrictions (statut « restreint »)                                         | Codet attribué exceptionnellement avec restrictions (statut « restreint »)                                         | Codet attribué exceptionnellement avec restrictions (statut « restreint »)                                         | Codet attribué exceptionnellement avec restrictions (statut « restreint »)                                         | Codet attribué exceptionnellement avec restrictions (statut « restreint »)                                         | Codet attribué exceptionnellement avec restrictions (statut « restreint »)                                         | Codet attribué exceptionnellement avec restrictions (statut « restreint »)                                         | Codet attribué exceptionnellement avec restrictions (statut « restreint »)                                         | Code officiel ISO 3166-1 alpha-2, utilisable de façon exceptionnelle avec restrictions. | Code officiel ISO 3166-1 alpha-2, utilisable de façon exceptionnelle avec restrictions. | Code officiel ISO 3166-1 alpha-2, utilisable de façon exceptionnelle avec restrictions. | Code officiel ISO 3166-1 alpha-2, utilisable de façon exceptionnelle avec restrictions. | Code officiel ISO 3166-1 alpha-2, utilisable de façon exceptionnelle avec restrictions. | Code officiel ISO 3166-1 alpha-2, utilisable de façon exceptionnelle avec restrictions. | Code officiel ISO 3166-1 alpha-2, utilisable de façon exceptionnelle avec restrictions. | Code officiel ISO 3166-1 alpha-2, utilisable de façon exceptionnelle avec restrictions. | Code officiel ISO 3166-1 alpha-2, utilisable de façon exceptionnelle avec restrictions. | Code officiel ISO 3166-1 alpha-2, utilisable de façon exceptionnelle avec restrictions. | Code officiel ISO 3166-1 alpha-2, utilisable de façon exceptionnelle avec restrictions. | Code officiel ISO 3166-1 alpha-2, utilisable de façon exceptionnelle avec restrictions. | Code officiel ISO 3166-1 alpha-2, utilisable de façon exceptionnelle avec restrictions. | Code officiel ISO 3166-1 alpha-2, utilisable de façon exceptionnelle avec restrictions. | Code officiel ISO 3166-1 alpha-2, utilisable de façon exceptionnelle avec restrictions. |
| 30 | Codet réservé pour une durée indéterminée (statut « usage spécial »).                                              | Codet réservé pour une durée indéterminée (statut « usage spécial »).                                              | Codet réservé pour une durée indéterminée (statut « usage spécial »).                                              | Codet réservé pour une durée indéterminée (statut « usage spécial »).                                              | Codet réservé pour une durée indéterminée (statut « usage spécial »).                                              | Codet réservé pour une durée indéterminée (statut « usage spécial »).                                              | Codet réservé pour une durée indéterminée (statut « usage spécial »).                                              | Codet réservé pour une durée indéterminée (statut « usage spécial »).                                              | Codet réservé pour une durée indéterminée (statut « usage spécial »).                                              | Codet réservé pour une durée indéterminée (statut « usage spécial »).                                              | Code spécial utilisé dans une autre norme, hors de ISO 3166-1 ; à ne plus utiliser pour représenter d’autres pays ou territoires géopolitiques qui leur ont définitivement succédé dans l’ISO 3166-1. | Code spécial utilisé dans une autre norme, hors de ISO 3166-1 ; à ne plus utiliser pour représenter d’autres pays ou territoires géopolitiques qui leur ont définitivement succédé dans l’ISO 3166-1. | Code spécial utilisé dans une autre norme, hors de ISO 3166-1 ; à ne plus utiliser pour représenter d’autres pays ou territoires géopolitiques qui leur ont définitivement succédé dans l’ISO 3166-1. | Code spécial utilisé dans une autre norme, hors de ISO 3166-1 ; à ne plus utiliser pour représenter d’autres pays ou territoires géopolitiques qui leur ont définitivement succédé dans l’ISO 3166-1. | Code spécial utilisé dans une autre norme, hors de ISO 3166-1 ; à ne plus utiliser pour représenter d’autres pays ou territoires géopolitiques qui leur ont définitivement succédé dans l’ISO 3166-1. | Code spécial utilisé dans une autre norme, hors de ISO 3166-1 ; à ne plus utiliser pour représenter d’autres pays ou territoires géopolitiques qui leur ont définitivement succédé dans l’ISO 3166-1. | Code spécial utilisé dans une autre norme, hors de ISO 3166-1 ; à ne plus utiliser pour représenter d’autres pays ou territoires géopolitiques qui leur ont définitivement succédé dans l’ISO 3166-1. | Code spécial utilisé dans une autre norme, hors de ISO 3166-1 ; à ne plus utiliser pour représenter d’autres pays ou territoires géopolitiques qui leur ont définitivement succédé dans l’ISO 3166-1. | Code spécial utilisé dans une autre norme, hors de ISO 3166-1 ; à ne plus utiliser pour représenter d’autres pays ou territoires géopolitiques qui leur ont définitivement succédé dans l’ISO 3166-1. | Code spécial utilisé dans une autre norme, hors de ISO 3166-1 ; à ne plus utiliser pour représenter d’autres pays ou territoires géopolitiques qui leur ont définitivement succédé dans l’ISO 3166-1. | Code spécial utilisé dans une autre norme, hors de ISO 3166-1 ; à ne plus utiliser pour représenter d’autres pays ou territoires géopolitiques qui leur ont définitivement succédé dans l’ISO 3166-1. | Code spécial utilisé dans une autre norme, hors de ISO 3166-1 ; à ne plus utiliser pour représenter d’autres pays ou territoires géopolitiques qui leur ont définitivement succédé dans l’ISO 3166-1. | Code spécial utilisé dans une autre norme, hors de ISO 3166-1 ; à ne plus utiliser pour représenter d’autres pays ou territoires géopolitiques qui leur ont définitivement succédé dans l’ISO 3166-1. | Code spécial utilisé dans une autre norme, hors de ISO 3166-1 ; à ne plus utiliser pour représenter d’autres pays ou territoires géopolitiques qui leur ont définitivement succédé dans l’ISO 3166-1. | Code spécial utilisé dans une autre norme, hors de ISO 3166-1 ; à ne plus utiliser pour représenter d’autres pays ou territoires géopolitiques qui leur ont définitivement succédé dans l’ISO 3166-1. |
| 6 | Codet retiré mais conservé pour une durée façon transitoire, (statut « transitoire », cf. Remarque 1 infra).       | Codet retiré mais conservé pour une durée façon transitoire, (statut « transitoire », cf. Remarque 1 infra).       | Codet retiré mais conservé pour une durée façon transitoire, (statut « transitoire », cf. Remarque 1 infra).       | Codet retiré mais conservé pour une durée façon transitoire, (statut « transitoire », cf. Remarque 1 infra).       | Codet retiré mais conservé pour une durée façon transitoire, (statut « transitoire », cf. Remarque 1 infra).       | Codet retiré mais conservé pour une durée façon transitoire, (statut « transitoire », cf. Remarque 1 infra).       | Codet retiré mais conservé pour une durée façon transitoire, (statut « transitoire », cf. Remarque 1 infra).       | Codet retiré mais conservé pour une durée façon transitoire, (statut « transitoire », cf. Remarque 1 infra).       | Codet retiré mais conservé pour une durée façon transitoire, (statut « transitoire », cf. Remarque 1 infra).       | Codet retiré mais conservé pour une durée façon transitoire, (statut « transitoire », cf. Remarque 1 infra).       | Ancien code ISO 3166-1 alpha-2, de pays ou territoire ; à ne plus utiliser pendant une durée annoncée, au-delà il pourrait être réattribué.                                                           | Ancien code ISO 3166-1 alpha-2, de pays ou territoire ; à ne plus utiliser pendant une durée annoncée, au-delà il pourrait être réattribué.                                                           | Ancien code ISO 3166-1 alpha-2, de pays ou territoire ; à ne plus utiliser pendant une durée annoncée, au-delà il pourrait être réattribué.                                                           | Ancien code ISO 3166-1 alpha-2, de pays ou territoire ; à ne plus utiliser pendant une durée annoncée, au-delà il pourrait être réattribué.                                                           | Ancien code ISO 3166-1 alpha-2, de pays ou territoire ; à ne plus utiliser pendant une durée annoncée, au-delà il pourrait être réattribué.                                                           | Ancien code ISO 3166-1 alpha-2, de pays ou territoire ; à ne plus utiliser pendant une durée annoncée, au-delà il pourrait être réattribué.                                                           | Ancien code ISO 3166-1 alpha-2, de pays ou territoire ; à ne plus utiliser pendant une durée annoncée, au-delà il pourrait être réattribué.                                                           | Ancien code ISO 3166-1 alpha-2, de pays ou territoire ; à ne plus utiliser pendant une durée annoncée, au-delà il pourrait être réattribué.                                                           | Ancien code ISO 3166-1 alpha-2, de pays ou territoire ; à ne plus utiliser pendant une durée annoncée, au-delà il pourrait être réattribué.                                                           | Ancien code ISO 3166-1 alpha-2, de pays ou territoire ; à ne plus utiliser pendant une durée annoncée, au-delà il pourrait être réattribué.                                                           | Ancien code ISO 3166-1 alpha-2, de pays ou territoire ; à ne plus utiliser pendant une durée annoncée, au-delà il pourrait être réattribué.                                                           | Ancien code ISO 3166-1 alpha-2, de pays ou territoire ; à ne plus utiliser pendant une durée annoncée, au-delà il pourrait être réattribué.                                                           | Ancien code ISO 3166-1 alpha-2, de pays ou territoire ; à ne plus utiliser pendant une durée annoncée, au-delà il pourrait être réattribué.                                                           | Ancien code ISO 3166-1 alpha-2, de pays ou territoire ; à ne plus utiliser pendant une durée annoncée, au-delà il pourrait être réattribué.                                                           | Ancien code ISO 3166-1 alpha-2, de pays ou territoire ; à ne plus utiliser pendant une durée annoncée, au-delà il pourrait être réattribué.                                                           |
| 14 | Codet retiré définitivement (statut « retiré », cf. Remarque 1 infra).                                             | Codet retiré définitivement (statut « retiré », cf. Remarque 1 infra).                                             | Codet retiré définitivement (statut « retiré », cf. Remarque 1 infra).                                             | Codet retiré définitivement (statut « retiré », cf. Remarque 1 infra).                                             | Codet retiré définitivement (statut « retiré », cf. Remarque 1 infra).                                             | Codet retiré définitivement (statut « retiré », cf. Remarque 1 infra).                                             | Codet retiré définitivement (statut « retiré », cf. Remarque 1 infra).                                             | Codet retiré définitivement (statut « retiré », cf. Remarque 1 infra).                                             | Codet retiré définitivement (statut « retiré », cf. Remarque 1 infra).                                             | Codet retiré définitivement (statut « retiré », cf. Remarque 1 infra).                                             | Ancien code ISO 3166-1 alpha-2, de pays ou territoire ; réservé, mais désormais disponible pour une réattribution future dans ISO 3166-1 ; usage interdit.                                            | Ancien code ISO 3166-1 alpha-2, de pays ou territoire ; réservé, mais désormais disponible pour une réattribution future dans ISO 3166-1 ; usage interdit.                                            | Ancien code ISO 3166-1 alpha-2, de pays ou territoire ; réservé, mais désormais disponible pour une réattribution future dans ISO 3166-1 ; usage interdit.                                            | Ancien code ISO 3166-1 alpha-2, de pays ou territoire ; réservé, mais désormais disponible pour une réattribution future dans ISO 3166-1 ; usage interdit.                                            | Ancien code ISO 3166-1 alpha-2, de pays ou territoire ; réservé, mais désormais disponible pour une réattribution future dans ISO 3166-1 ; usage interdit.                                            | Ancien code ISO 3166-1 alpha-2, de pays ou territoire ; réservé, mais désormais disponible pour une réattribution future dans ISO 3166-1 ; usage interdit.                                            | Ancien code ISO 3166-1 alpha-2, de pays ou territoire ; réservé, mais désormais disponible pour une réattribution future dans ISO 3166-1 ; usage interdit.                                            | Ancien code ISO 3166-1 alpha-2, de pays ou territoire ; réservé, mais désormais disponible pour une réattribution future dans ISO 3166-1 ; usage interdit.                                            | Ancien code ISO 3166-1 alpha-2, de pays ou territoire ; réservé, mais désormais disponible pour une réattribution future dans ISO 3166-1 ; usage interdit.                                            | Ancien code ISO 3166-1 alpha-2, de pays ou territoire ; réservé, mais désormais disponible pour une réattribution future dans ISO 3166-1 ; usage interdit.                                            | Ancien code ISO 3166-1 alpha-2, de pays ou territoire ; réservé, mais désormais disponible pour une réattribution future dans ISO 3166-1 ; usage interdit.                                            | Ancien code ISO 3166-1 alpha-2, de pays ou territoire ; réservé, mais désormais disponible pour une réattribution future dans ISO 3166-1 ; usage interdit.                                            | Ancien code ISO 3166-1 alpha-2, de pays ou territoire ; réservé, mais désormais disponible pour une réattribution future dans ISO 3166-1 ; usage interdit.                                            | Ancien code ISO 3166-1 alpha-2, de pays ou territoire ; réservé, mais désormais disponible pour une réattribution future dans ISO 3166-1 ; usage interdit.                                            | Ancien code ISO 3166-1 alpha-2, de pays ou territoire ; réservé, mais désormais disponible pour une réattribution future dans ISO 3166-1 ; usage interdit.                                            |
| 322 | Codet non attribué (statut « non attribué »).                                                                      | Codet non attribué (statut « non attribué »).                                                                      | Codet non attribué (statut « non attribué »).                                                                      | Codet non attribué (statut « non attribué »).                                                                      | Codet non attribué (statut « non attribué »).                                                                      | Codet non attribué (statut « non attribué »).                                                                      | Codet non attribué (statut « non attribué »).                                                                      | Codet non attribué (statut « non attribué »).                                                                      | Codet non attribué (statut « non attribué »).                                                                      | Codet non attribué (statut « non attribué »).                                                                      | Code réservé disponible pour une attribution future dans ISO 3166-1 (par l’ISO 3166/MA exclusivement !) ; usage interdit.                                                                             | Code réservé disponible pour une attribution future dans ISO 3166-1 (par l’ISO 3166/MA exclusivement !) ; usage interdit.                                                                             | Code réservé disponible pour une attribution future dans ISO 3166-1 (par l’ISO 3166/MA exclusivement !) ; usage interdit.                                                                             | Code réservé disponible pour une attribution future dans ISO 3166-1 (par l’ISO 3166/MA exclusivement !) ; usage interdit.                                                                             | Code réservé disponible pour une attribution future dans ISO 3166-1 (par l’ISO 3166/MA exclusivement !) ; usage interdit.                                                                             | Code réservé disponible pour une attribution future dans ISO 3166-1 (par l’ISO 3166/MA exclusivement !) ; usage interdit.                                                                             | Code réservé disponible pour une attribution future dans ISO 3166-1 (par l’ISO 3166/MA exclusivement !) ; usage interdit.                                                                             | Code réservé disponible pour une attribution future dans ISO 3166-1 (par l’ISO 3166/MA exclusivement !) ; usage interdit.                                                                             | Code réservé disponible pour une attribution future dans ISO 3166-1 (par l’ISO 3166/MA exclusivement !) ; usage interdit.                                                                             | Code réservé disponible pour une attribution future dans ISO 3166-1 (par l’ISO 3166/MA exclusivement !) ; usage interdit.                                                                             | Code réservé disponible pour une attribution future dans ISO 3166-1 (par l’ISO 3166/MA exclusivement !) ; usage interdit.                                                                             | Code réservé disponible pour une attribution future dans ISO 3166-1 (par l’ISO 3166/MA exclusivement !) ; usage interdit.                                                                             | Code réservé disponible pour une attribution future dans ISO 3166-1 (par l’ISO 3166/MA exclusivement !) ; usage interdit.                                                                             | Code réservé disponible pour une attribution future dans ISO 3166-1 (par l’ISO 3166/MA exclusivement !) ; usage interdit.                                                                             | Code réservé disponible pour une attribution future dans ISO 3166-1 (par l’ISO 3166/MA exclusivement !) ; usage interdit.                                                                             |
| 0 | Codet pas encore utilisé (statut « préattribué », équivalent à « usage spécial »).                                 | Codet pas encore utilisé (statut « préattribué », équivalent à « usage spécial »).                                 | Codet pas encore utilisé (statut « préattribué », équivalent à « usage spécial »).                                 | Codet pas encore utilisé (statut « préattribué », équivalent à « usage spécial »).                                 | Codet pas encore utilisé (statut « préattribué », équivalent à « usage spécial »).                                 | Codet pas encore utilisé (statut « préattribué », équivalent à « usage spécial »).                                 | Codet pas encore utilisé (statut « préattribué », équivalent à « usage spécial »).                                 | Codet pas encore utilisé (statut « préattribué », équivalent à « usage spécial »).                                 | Codet pas encore utilisé (statut « préattribué », équivalent à « usage spécial »).                                 | Codet pas encore utilisé (statut « préattribué », équivalent à « usage spécial »).                                 | Code pas encore utilisé ; usage interdit jusqu’à publication du nouveau statut. | Code pas encore utilisé ; usage interdit jusqu’à publication du nouveau statut. | Code pas encore utilisé ; usage interdit jusqu’à publication du nouveau statut. | Code pas encore utilisé ; usage interdit jusqu’à publication du nouveau statut. | Code pas encore utilisé ; usage interdit jusqu’à publication du nouveau statut. | Code pas encore utilisé ; usage interdit jusqu’à publication du nouveau statut. | Code pas encore utilisé ; usage interdit jusqu’à publication du nouveau statut. | Code pas encore utilisé ; usage interdit jusqu’à publication du nouveau statut. | Code pas encore utilisé ; usage interdit jusqu’à publication du nouveau statut. | Code pas encore utilisé ; usage interdit jusqu’à publication du nouveau statut. | Code pas encore utilisé ; usage interdit jusqu’à publication du nouveau statut. | Code pas encore utilisé ; usage interdit jusqu’à publication du nouveau statut. | Code pas encore utilisé ; usage interdit jusqu’à publication du nouveau statut. | Code pas encore utilisé ; usage interdit jusqu’à publication du nouveau statut. | Code pas encore utilisé ; usage interdit jusqu’à publication du nouveau statut. |
| Remarque 1 : les codets qui cumulent plusieurs situations sont indiqués avec leur statut le plus contraignant ; par exemple « DY » qui est à la fois retiré définitivement pour le Dahomey (gris clair) et réservé pour une durée indéterminée car requis par le secrétaire général des Nations unies (rouge) est indiqué avec un statut usage spécial (rouge). C’est le cas également de la vingtaine d’autres codets antérieurement attribués et qui ont retirés (tels que « PC », « PU » « RH », « SK », « WK », « YD ») mais qui peuvent être soit réservés pour une durée indéterminée pour un usage spécial, soit conservés pour une durée façon transitoire, soit disponibles pour une réattribution future. Remarque 2 : avant d’utiliser cette codification (pour ISO 3166-1), vérifier sa mise à jour sur la plateforme de consultation en ligne (OBP) du site internet de l’ISO 3166. | | | | | | | | | | | | | | | | | | | | | | | | | |

## Éditions et mises à jour
Les mises à jour (modifications et ajouts) sont réalisées par l’Autorité de mise à jour de l'ISO 3166 (anciennement Agence de maintenance ISO 3166) et sont signalées par des messages électroniques envoyés sur abonnement.
Depuis début 2012, le texte complet la norme ISO 3166-2 (édition 3166-2:2012 et suivantes) ne peut plus être consulté que sur abonnement payant ou en achetant en ligne le document complet de chaque édition. Le site gratuit ne permet plus d'en voir qu'une courte introduction et le sommaire général, sans la liste exhaustive des codes.
Pour connaître gratuitement les codes et leur statut (attribué, réservé, non attribué..), il est nécessaire de rechercher, un par un, ces codes grâce à la « plateforme de consultation en ligne » (OBP). Cependant, les codets « attribués au gré de l’utilisateur », notés sur fond bleu dans le tableau ci-dessus, ne ressortent pas dans l'OBP.

### Seconde édition (retirée)
La dernière édition papier de la norme 3166-2 était référencée 3166-2:2007 et datait du 13 décembre 2007.
Cette édition 3166-2:2007 avait fait l'objet de trois mises à jour officialisées par la publication de bulletins d'information dit « Info-services » :
1. ISO 3166-2:2010-02-03 corrigé, bulletin no II-1, émis le 3 février 2010 et corrigé le 19 février 2010.
2. ISO 3166-2:2010-06-30, bulletin no II-2, émis le 30 juin 2010.
3. ISO 3166-2:2011-12-13 corrigé, bulletin no II-3, émis le 13 décembre 2011 et corrigé le 15 décembre 2011.

### Première édition (retirée)
Pour mémoire, la première édition, référencée 3166-2:1998, datait du 20 décembre 1998 et avait fait l'objet de neuf mises à jour officialisées par la publication des bulletins d’information :
1. ISO 3166-2:2000-06-21, bulletin no I-1
2. ISO 3166-2:2002-05-21, bulletin no I-2
3. ISO 3166-2:2002-08-20, bulletin no I-3
4. ISO 3166-2:2002-12-10, bulletin no I-4
5. ISO 3166-2:2003-09-05, bulletin no I-5
6. ISO 3166-2:2004-03-08, bulletin no I-6
7. ISO 3166-2:2005-09-13, bulletin no I-7
8. ISO 3166-2:2007-04-17, bulletin no I-8
9. ISO 3166-2:2007-11-28, bulletin no I-9

## Sources
- iso.org Codes des noms de pays - ISO 3166.
- iso.org Mises à jour de l'ISO 3166
- iso.org Plateforme de consultation en ligne de l'ISO 3166-1 (OBP, remplace l'ancien tableau de décodage)
- unstats.un.org Division statistique des Nations unies – Norme de codage des pays ou régions à usage statistique (inclut les codets à trois lettres de l’ISO 3166, et numériques : codets communs à ISO 3166-1 et codets de regroupements propres à la norme UN M.49).